# Herb gminy Skrwilno
Herb gminy Skrwilno – jeden z symboli gminy Skrwilno, ustanowiony 30 sierpnia 2000.

## Wygląd i symbolika
Herb przedstawia w polu błękitnym, zza czerwonego muru blankowanego złotego lwa, trzymającego czerwony garniec ze złotymi monetami. U podstawy znajduje się biało-błękitna fala. Złoty lew to nawiązanie do herbu Prawdzic. Herbem tym pieczętowali się dawni właściciele majątku Skrwilno,  garniec ze złotymi monetami symbolizuje skarb ze Skrwilna, czerwony mur oznacza fragmenty grodziska w Skrwilnie, a biało-błękitna fala to nawiązanie do rzeki Skrwy.